# 庫森岩
庫森岩（英語：Cousins Rock）是南極洲的岩石，位於瑪麗伯德地，處於科爾曼冰原島峰東北面6公里，美國地質調查局根據測量和美國海軍拍攝的空中照片繪入地圖，現時由南極條約體系管理。